# Schierer (von Walthaimb zu Falkenau)
 (juillet 2025).
La mise en forme du texte ne suit pas les recommandations de Wikipédia : il faut le « wikifier ».
Les points d'amélioration suivants sont les cas les plus fréquents :
- Les titres sont pré-formatés par le logiciel. Ils ne sont ni en capitales, ni en gras.
- Le texte ne doit pas être écrit en capitales (les noms de famille non plus), ni en gras, ni en italique, ni en « petit »…
- Le gras n'est utilisé que pour surligner le titre de l'article dans l'introduction, une seule fois.
- L'italique est rarement utilisé : mots en langue étrangère, titres d'œuvres, noms de bateaux, etc.
- Les citations ne sont pas en italique mais en corps de texte normal. Elles sont entourées par des guillemets français : « et ».
- Les listes à puces sont à éviter, des paragraphes rédigés étant largement préférés. Les tableaux sont à réserver à la présentation de données structurées (résultats, etc.).
- Les appels de note de bas de page (petits chiffres en exposant, introduits par l'outil «  Source ») sont à placer entre la fin de phrase et le point final[comme ça].
- Les liens internes (vers d'autres articles de Wikipédia) sont à choisir avec parcimonie. Créez des liens vers des articles approfondissant le sujet. Les termes génériques sans rapport avec le sujet sont à éviter, ainsi que les répétitions de liens vers un même terme.
- Les liens externes sont à placer uniquement dans une section « Liens externes », à la fin de l'article. Ces liens sont à choisir avec parcimonie suivant les règles définies. Si un lien sert de source à l'article, son insertion dans le texte est à faire par les notes de bas de page.
- La présentation des références doit suivre les conventions bibliographiques. Il est recommandé d'utiliser les modèles {{Ouvrage}}, {{Chapitre}}, {{Article}}, {{Lien web}} et/ou {{Bibliographie}}. Le mode d'édition visuel peut mettre en forme automatiquement les références.
- Insérer une infobox (cadre d'informations à droite) n'est pas obligatoire pour parachever la mise en page.

Pour une aide détaillée, merci de consulter Aide:Wikification.
Si vous pensez que ces points ont été résolus, vous pouvez retirer ce bandeau et améliorer la mise en forme d'un autre article.
Cette page explique l’histoire ou répertorie les différents membres de la famille Schierer.
Les Schierer (von Walthaimb zu Falknov) sont une famille de verriers nobles originaire du Royaume de Bohême depuis le XIVe siècle. La famille s'est particulièrement distinguée au XVIe siècle sous le règne du souverain du Saint-Empire romain germanique, Rodolphe II. 

## Histoire
Les premières traces de la famille Schierer datent de 1298, avec le chevalier Schierer Bernhard Ritter von Klosterneuburg, juge d’arbitrage à la cour d’Albrecht Ier, duc d’Autriche (1282-1308). Les Schierer (von Walthaimb zu Falknov) sont issus d’une famille noble originaire du Royaume de Bohême depuis le XIVe siècle, famille qui s'est particulièrement distinguée sous le règne du souverain du Saint-Empire romain germanique, Rodolphe II (1576-1612).  L'expansion de cette famille de verriers dans de nombreux pays européens est sans précédent. Ses dynasties de maîtres verriers avec la famille Friedrich ont fait l'histoire du verre en Bohème, Silésie, Autriche, Tyrol et Slovénie.  L’histoire écrite de la famille remonte à Paul Schierer, né vers 1443 et propriétaire de verreries en Bohême. Paul Schierer était l’ainé de la famille Schierer, qui comptait parmi les 1ères familles de verriers en Bohême au XVe siècle. Paul Schierer a inventé le processus de coloration du verre en bleu en ajoutant du cobalt, puis est devenu, sous le règne des Habsbourg, fournisseur de la cour à Prague. Dominic Schierer et ses cousins Kaspar et Valentin ont été anoblis par l’Empereur Rodolphe II le 10 juin 1592 et leur statut de Noble a été confirmé par l'Empereur du Saint-Empire Léopold Ier en 1663. Lors de la guerre de Trente Ans (1618-1648), les branches protestantes de la famille Schierer et de la famille von Nagerschigg (sv), des chevaliers, se sont déployées en Suède et au Danemark. Les branches catholiques romaines sont restées en Bohême, en Basse-Autriche et Vienne, et ont été élevées au rang de Chevaliers du Saint-Empire romain-germanique et au rang de “Freiherrlich”, Barons du Saint-Empire romain germanique par diplôme de 1663.   
Origine du nom de famille Schierer : il s'agit du dialecte germanique utilisé au début du Moyen Âge, en français, « tiseur », qui désigne un gentilhomme-verrier chargé d'alimenter les fours et de ravitailler les pots en composition pour le verre. « Tiser » : au XVIIIe siècle, introduire du combustible dans un four de fusion et avoir soin de la régularité et de l'exactitude de la chauffe.

## Blason et armes
|  |  |  |
|  |  |  |

## Devise
Inspiratio - Reverentia - Cognoscere. 
Inspiratio = Souffle créateur qui anime les artistes, les chercheurs et l’action d'inspirer ou de conseiller quelque chose à quelqu’un. La transmission d’une tradition par le conseil, par exemple le soufflage de verre. 
Reverentia = Profond respect, déférence mêlée de crainte que l’on éprouve à l’égard d’un être ou d’une chose sacrés. 
Cognoscere = Voie de connaissance réservée aux bienheureux. Progression de « comprehendere », la compréhension de la nature des choses et la connaissance de Dieu.

## Membres notables
|  |  |
|  |  |

- Paulus Schierer (1443- ?) : fondateur de la famille de verriers de Bohême du Nord (de), et père fondateur de la Maison des Schierer von Waldhaimb zu Falkenau.
- Christoph Schierer (1500-1560) : verrier, Bohême.
- Paul II. Schierer (1500-1560) : verrier, Bohême.
- Paulus III Le Jeune (1530-1590) : verrier, Bohême. Fondateur de verreries à Kořenov (allemand: Bad Wurzelsdorf), et à Jablonec nad Nisou, région de Liberec, en 1577.
- Bartholomäus Schierer (1500- ?) : verrier, Bohême
- Dominic Schierer v.W.z.F. (1562-1614) : verrier, Hoflenz (Bohême). Dominic et ses cousins Kaspar de Labau (Gablonz), Valentin de Krombach (Deutsch-Gabel) et Martin, ont été anoblis avec le titre aristocratique de « Schierer von Waldhaim (b) zu Falknov » par Rodolphe II, Empereur du Saint Empire romain-germanique, le 10 juin 1592.
- Oswald Schierer (1599- ?) : orfèvre, horloger et fabricant de trombones[5]. Pourvoyeur d'instruments de musique du monastère de Kremsmünster.
- Christoph Schierer (1623- ?)[6] : essayeur. Contrôleur de métaux précieux et de la frappe impériale pour les hautes autorités marié avec Elisabeth von Nagerschigg anoblis par empereur Rodolphe II en 1589.
- Georg Schierer, (-30.10.1634) : orfèvre. Certaines de ses plus belles œuvres de la dite Akeleipokal[7], une tasse de colis doré et la couverture, sont présentés au British Museum et au château de Windsor.
- Mathias Toman Schierer, (1668), grand propriétaire terrien à Litschau, Basse-Autriche
- Johann Friedrich Schierer von Waldheim, (6.2.1684), marrié à Madame Anna Reich.
- Paulus Schierer v. W., (1.11.1718), grand propriétaire terrien à Hauckschlag, Basse-Autriche
- Amalie Gräbert, nee Schierer von Waldheim, (1808 - 08.01.1871), actrice au theatre d´Erfurt et directrice du théâtre de Berlin
- Franz Schierer von Waldheim, (*10.2.1819 - 20.2.1865). Membre du conseil municipal de Vienne, membre honoraire de diverses chorales, grande médaille d'or décernée par l'empereur François-Joseph II. pour l'art en 1861. et propriétaire d'un café. Célèbre choriste et écrivain. À partir de 1848 membre du 1. Wiener Männergesangsverein (MGV), 2e basse de l'Association des voix masculines. Membre du comité de 1855-1856 et plus tard directeur de 1859 jusqu'à sa mort en 1865 (successeur N. Dumba). Sous sa direction, le premier festival de la chanson en Autriche a eu lieu en 1861 en Basse-Autriche, Krems et Stein. Schierer a reçu le prix d'honneur de l'Association qui s'est tenu la même année au Festival du chanteur à Nuremberg, en Allemagne. Fondateur de la Société chorale de Basse-Autriche en 1863. Érection (avec J. Herbeck) du Mémorial Schubert à Stadtpark, Vienne. En 1863, Franz Schierer proposa la création de concerts folkloriques de la MGV de Vienne. En 1864, le premier Festival fédéral de la chanson de la Confédération des chanteurs autrichiens a eu lieu à Wiener Neustadt.
- Eduard Schierer von Waldheim, 8 Infanterie austro-hongroise, 1834[8]
- Vinzenz Schierer v.W.z.F., (*4.4.1840 - ), k.u.k. régiment d'artillerie n ° 3 artilleur impérial et caporal-lance[9]
- Ignatz Schürer von Waldheim, Chef forestier impérial, Vlkava, 1849[10]
- Schierer von Waldheim, Pharmacien à Vienne, 1865[11]